# As-Salihijja (Aleppo)
As-Salihijja (arab. الصالحية) – wieś w Syrii, w muhafazie Aleppo. W 2004 roku liczyła 689 mieszkańców.